# Uga hemicarinata
Uga hemicarinata är en stekelart som beskrevs av Qian och Li 1992. Uga hemicarinata ingår i släktet Uga och familjen bredlårsteklar. Inga underarter finns listade i Catalogue of Life.